# Serie A 2015/2016
Soutěžní ročník Serie A 2015/16 byl 114. ročník nejvyšší italské fotbalové ligy a 84. ročník od založení Serie A. Soutěž začala 22. srpna 2015 a skončila 15. května 2016. Účastnilo se jí opět 20 týmů z toho 17 se kvalifikovalo z minulého ročníku. Poslední tři týmy předchozího ročníku, jimiž byli Cagliari Calcio, AC Cesena a poslední tým ročníku - FC Parma, sestoupily do druhé ligy. Tým SSD Parma Calcio 1913 která si změnila název a neměla peníze ani na třetí ligu spadla až do čtvrté ligy. Opačným směrem putovaly Carpi FC 1909 (vítěz druhé ligy), Frosinone Calcio a Bologna FC 1909, která po obsazení 4. místa v ligové tabulce, zvítězila v play-off.
Titul v soutěži obhajoval opět Juventus FC, který v minulém ročníku získal již 31. prvenství v soutěži a čtvrtý v řadě.

## Přestupy hráčů
| Jméno              | odkud               | kam               | cena           |  |
| ------------------ | ------------------- | ----------------- | -------------- |  |
| Paulo Dybala       | US Città di Palermo | Juventus FC       | 40 000 000 eur |  |
| Mateo Kovačić      | FC Inter Milán      | Real Madrid       | 38 000 000 eur |  |
| Arturo Vidal       | Juventus FC         | FC Bayern Mnichov | 37 500 000 eur |  |
| Geoffrey Kondogbia | AS Monaco           | FC Inter Milán    | 36 000 000 eur |  |
| Carlos Bacca       | Sevilla FC          | AC Milán          | 30 000 000 eur |  |
| Alex Sandro        | FC Porto            | Juventus FC       | 26 000 000 eur |  |
| Stefan Savić       | ACF Fiorentina      | Atlético Madrid   | 25 000 000 eur |  |
| Alessio Romagnoli  | AS Řím              | AC Milán          | 25 000 000 eur |  |
| Mario Mandžukić    | Atlético Madrid     | Juventus FC       | 21 000 000 eur |  |
| Andrea Bertolacci  | AS Řím              | AC Milán          | 20 000 000 eur |  |

## Složení ligy v tomto ročníku
| Klub                | Město     | Stadión                 | Kapacita | Trenér | 2014/15          |
| ------------------- | --------- | ----------------------- | -------- | --- | ---------------- |
| Atalanta BC         | Bergamo   | Atleti Azzurri d'Italia | 26 542   | Edoardo Reja | 17.              |
| Bologna FC 1909     | Bologna   | Renato Dall'Ara         | 38 279   | Delio Rossi (do 28.10. 2015) Roberto Donadoni | Serie B          |
| Carpi FC 1909       | Capri     | Alberto Braglia         | 21 151   | Fabrizio Castori (do 28.9. 2015) Giuseppe Sannino (do 3.11. 2015) Fabrizio Castori | Serie B          |
| Empoli FC           | Empoli    | Carlo Castellani        | 16 800   | Marco Giampaolo | 15.              |
| ACF Fiorentina      | Florencie | Artemio Franchi         | 47 282   | Paulo Sousa | 4.               |
| Frosinone Calcio    | Frosinone | Matusa                  | 10 000   | Roberto Stellone | Serie B          |
| Janov CFC           | Janov     | Luigi Ferraris          | 36 685   | Gian Piero Gasperini | 6.               |
| UC Sampdoria        | Janov     | Luigi Ferraris          | 36 685   | Walter Zenga (do 10.11. 2015) Vincenzo Montella | 7.               |
| AC Milán            | Milán     | Giuseppe Meazza         | 80 018   | Siniša Mihajlović (do 3.4. 2016) Cristian Brocchi | 10.              |
| FC Inter Milán      | Milán     | Giuseppe Meazza         | 80 080   | Roberto Mancini | 8.               |
| SSC Neapol          | Neapol    | San Paolo               | 60 240   | Maurizio Sarri | 5.               |
| AS Řím              | Řím       | Olimpico                | 72 698   | Rudi García (do 13.1. 2016) Luciano Spalletti | Stříbrná medaile |
| SS Lazio            | Řím       | Olimpico                | 72 698   | Stefano Pioli (do 3.4. 2016) Simone Inzaghi | Bronzová medaile |
| US Sassuolo Calcio  | Sassuolo  | Giglio                  | 23 717   | Eusebio Di Francesco | 12.              |
| Turín FC            | Turín     | Olimpico di Torino      | 27 994   | Gian Piero Ventura | 9.               |
| Juventus FC         | Turín     | Juventus Stadium        | 41 475   | Massimiliano Allegri |                  |
| US Città di Palermo | Palermo   | Renzo Barbera           | 36 349   | Giuseppe Iachini (do 10.11. 2015) Davide Ballardini (do 11.1. 2016) Fabio Viviani (do 18.1. 2016) Giovanni Tedesco (do 10.2. 2016) Giovanni Bosi (do 15.2. 2016) Giuseppe Iachini (do 10.3. 2016) Walter Novellino (do 11.4. 2016) Davide Ballardini | 11.              |
| Udinese Calcio      | Udine     | Friuli                  | 25 144   | Stefano Colantuono (do 14.3. 2016) Luigi De Canio | 16.              |
| AC ChievoVerona     | Verona    | Marc'Antonio Bentegodi  | 38 402   | Rolando Maran | 14.              |
| Hellas Verona FC    | Verona    | Marc'Antonio Bentegodi  | 38 402   | Andrea Mandorlini (do 30.11. 2015) Luigi Delneri | 13.              |

## Tabulka
| Poř. | Tým                 | Z  | V  | R  | P  | VG | OG | B  |
| ---- | ------------------- | -- | -- | -- | -- | -- | -- | -- |
| 1.   | Juventus FC         | 38 | 29 | 4  | 5  | 75 | 20 | 91 |
| 2.   | SSC Neapol          | 38 | 25 | 7  | 6  | 80 | 32 | 82 |
| 3.   | AS Řím              | 38 | 23 | 11 | 4  | 83 | 41 | 80 |
| 4.   | FC Inter Milán      | 38 | 20 | 7  | 11 | 50 | 38 | 67 |
| 5.   | ACF Fiorentina      | 38 | 18 | 10 | 10 | 60 | 42 | 64 |
| 6.   | US Sassuolo Calcio  | 38 | 16 | 13 | 9  | 49 | 40 | 61 |
| 7.   | AC Milán            | 38 | 15 | 12 | 11 | 49 | 43 | 57 |
| 8.   | SS Lazio            | 38 | 15 | 9  | 14 | 52 | 52 | 54 |
| 9.   | AC ChievoVerona     | 38 | 13 | 11 | 14 | 43 | 45 | 50 |
| 10.  | Empoli FC           | 38 | 12 | 10 | 16 | 40 | 49 | 46 |
| 11.  | Janov CFC           | 38 | 13 | 7  | 18 | 45 | 48 | 46 |
| 12.  | Turín FC            | 38 | 12 | 9  | 17 | 52 | 55 | 45 |
| 13.  | Atalanta BC         | 38 | 11 | 12 | 15 | 41 | 47 | 45 |
| 14.  | Bologna FC 1909     | 38 | 11 | 9  | 18 | 33 | 45 | 42 |
| 15.  | UC Sampdoria        | 38 | 10 | 10 | 18 | 48 | 61 | 40 |
| 16.  | US Città di Palermo | 38 | 10 | 9  | 19 | 38 | 65 | 39 |
| 17.  | Udinese Calcio      | 38 | 10 | 9  | 19 | 35 | 60 | 39 |
| 18.  | Carpi FC 1909       | 38 | 9  | 11 | 18 | 37 | 57 | 38 |
| 19.  | Frosinone Calcio    | 38 | 8  | 7  | 23 | 35 | 76 | 31 |
| 20.  | Hellas Verona FC    | 38 | 5  | 13 | 20 | 34 | 63 | 28 |

Poznámky
- Z = Odehrané zápasy; V = Vítězství; R = Remízy; P = Prohry; VG = Vstřelené góly; OG = Obdržené góly; B = Body

|  | Mistr ligy a Přímý postup do Ligy mistrů 2016/17 |
|  | Přímý postup do Ligy mistrů 2016/17              |
|  | Postup do play-off Ligy mistrů 2016/17           |
|  | Přímý postup do Evropské ligy UEFA 2016/17       |
|  | Postup do play-off Evropské ligy UEFA 2016/17    |
|  | Sestup do Serie B 2016/17                        |

## Střelecká listina

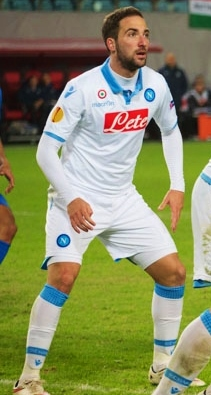
Nejlepší střelec Serie A 2015/16 - Gonzalo Higuaín

Nejlepším střelcem tohoto ročníku Serie A se stal Argentinský útočník Gonzalo Higuaín. Hráč SSC Neapol vstřelil 36 branek.
| P.  | Nár        | Hráč               | Tým                           | Branky |
| --- | ---------- | ------------------ | ----------------------------- | ------ |
| 1.  | Argentina  | Gonzalo Higuaín    | SSC Neapol                    | 36     |
| 2.  | Argentina  | Paulo Dybala       | Juventus FC                   | 19     |
| 3.  | Kolumbie   | Carlos Bacca       | AC Milán                      | 18     |
| 4.  | Argentina  | Mauro Icardi       | FC Inter Milán                | 16     |
| 5.  | Itálie     | Leonardo Pavoletti | Janov CFC                     | 14     |
| 5.  | Egypt      | Mohamed Salah      | AS Řím                        | 14     |
| 7.  | Itálie     | Éder               | UC Sampdoria + FC Inter Milán | 13     |
| 7.  | Slovinsko  | Josip Iličić       | ACF Fiorentina                | 13     |
| 7.  | Itálie     | Massimo Maccarone  | Empoli FC                     | 13     |
| 10. | Itálie     | Andrea Belotti     | Turín FC                      | 12     |
| 10. | Itálie     | Lorenzo Insigne    | SSC Neapol                    | 12     |
| 10. | Chorvatsko | Nikola Kalinić     | ACF Fiorentina                | 12     |

## Vítěz
| Serie A 2015/16 Juventus FC (32. titul) |